# 3-甲氧基安非他命
間甲氧基安非他命 （ MMA ），也称为3-甲氧基安非他命（ 3-MA ），是一种安非他命類的興奮劑。它在动物药物鉴别测试中的作用与更廣为人知的位置異構物4-甲氧基安非他命（PMA）相似 ，儘管其導致的單胺類神經遞質释放比率略有不同，且它是血清素、多巴胺和去甲基腎上腺素的释放剂，而不是如PMA的結合选择性血清素释放剂。   3-甲氧基安非他命以类似的方式作为摇头丸的設計毒品出现在非法市场上，尽管比其臭名昭著的位置异构体少得多。 它的代謝產物為Gepefrine ，一种心脏兴奋剂。